# Frumoasa (Teleorman)
Frumoasa è un comune della Romania di 2 386 abitanti, ubicato nel distretto di Teleorman, nella regione storica della Muntenia. 
Il comune è formato dall'unione di 2 villaggi: Frumoasa e Păuleasca.